# 伊塔比里尼亚
伊塔比里尼亚是巴西米纳斯吉拉斯州的一个市镇。总面积208.059平方公里，总人口10338人，人口密度49.7人/平方公里。